# خوسيه سانشيز ماركو
خوسيه سانشيز ماركو (بالإسبانية: José Sánchez Marco)‏ هو سياسي إسباني، ولد في 1865 في تطيلة في إسبانيا، وتوفي في 1949 في بنبلونة في إسبانيا. حزبياً، نشط في تكاملية (إسبانيا). وقد انتخب عضو مجلس الشيوخ الإسباني ‏.